# Paul Krenz
Paul Krenz (Berlino, 19 novembre 1991) è un bobbista ed ex judoka tedesco.

## Biografia
Krenz ha praticato il judo dal 1999 al 2010 a livello nazionale e nel 2014 ha iniziato a gareggiare nel bob come frenatore per la squadra nazionale tedesca. Debuttò in Coppa Europa nella stagione 2014/15 e si distinse nelle categorie giovanili vincendo quattro medaglie ai mondiali juniores di cui due argenti (bob a due ad Altenberg 2015 e bob a quattro a Winterberg 2017) e altrettanti bronzi (bob a due a Winterberg 2016; bob a quattro a Sankt Moritz 2018), le prime tre vinte con Christoph Hafer alla guida delle slitte e l'ultima con Bennet Buchmüller.
Esordì in Coppa del Mondo nella stagione 2018/19, l'8 dicembre 2018 a Sigulda, dove fu sesto nel bob a due; colse il suo primo podio nonché la sua prima vittoria nel week-end successivo, il 15 dicembre a Winterberg, imponendosi nel bob a quattro con Nico Walther, Alexander Rödiger ed Eric Franke.
Fece parte della squadra tedesca alle Olimpiadi di Pyeongchang 2018 in qualità di riserva, ma non prese parte alle competizioni.
Partecipò inoltre a tre edizioni dei campionati mondiali, conquistando un totale di due medaglie di bronzo. Nel dettaglio i suoi risultati nelle prove iridate sono stati, nel bob a due: medaglia di bronzo a Whistler 2019 in coppia con Nico Walther; nel bob a quattro: ventesimo a Schönau am Königssee 2017, ottavo a Whistler 2019 e medaglia di bronzo ad Altenberg 2020 con Nico Walther, Joshua Bluhm ed Eric Franke.
Ha inoltre vinto il titolo nazionale nel 2019 in entrambe le specialità.

## Palmarès

### Mondiali
- 2 medaglie:
  - 2 bronzi (bob a due a Whistler 2019; bob a quattro ad Altenberg 2020).

### Europei
- 1 medaglia:
  - 1 bronzo (bob a quattro a Winterberg 2020).

### Mondiali juniores
- 2 medaglie:
  - 2 argenti (bob a due ad Altenberg 2015; bob a quattro a Winterberg 2017);
  - 2 bronzi (bob a due a Winterberg 2016; bob a quattro a Sankt Moritz 2018).

### Coppa del Mondo
- 5 podi (tutti nel bob a quattro):
  - 1 vittoria;
  - 2 secondi posti;
  - 2 terzi posti.

#### Coppa del Mondo - vittorie
| Data             | Luogo      | Paese    | Disciplina                                                            |
| ---------------- | ---------- | -------- | --------------------------------------------------------------------- |
| 15 dicembre 2018 | Winterberg | Germania | a quattro con Nico Walther (pilota), Alexander Rödiger ed Eric Franke |

### Campionati tedeschi
- 2 medaglie:
  - 2 ori (bob a due[1], bob a quattro[2] a Winterberg 2019).

### Circuiti minori

#### Coppa Europa
- 10 podi (4 nel bob a due, 6 nel bob a quattro):
  - 1 vittoria (nel bob a quattro);
  - 6 secondi posti (3 nel bob a due, 3 nel bob a quattro);
  - 3 terzi posti (1 nel bob a due, 2 nel bob a quattro).